# Dekanat Fürth (römisch-katholisch)
Das katholische Dekanat Fürth (auch: Erzbischöfliches Dekanat Fürth) ist eins der zehn Dekanate des römisch-katholischen Erzbistums Bamberg. Sein Gebiet umfasst die kreisfreie Stadt Fürth und den Landkreis Fürth (bis auf die Gemeinden Großhabersdorf und Roßtal, die zum Dekanat Roth-Schwabach des Bistums Eichstätt gehören). Dekan ist seit dem 1. November 2011 der Cadolzburger Pfarrer André Hermany, sein Stellvertreter der Fürther Pfarrer Matthias Bambynek (Stand 1/2025).

## Geschichte
Bis 2019 war das Dekanat Fürth in folgende Seelsorgebereiche (SSB) eingeteilt:
- Innerhalb der Stadt Fürth

Fürth-Süd
St. Heinrich und St. Nikolaus
Fürth-West
Christkönig und St. Marien (Burgfarrnbach) und Veitsbronn
Fürth-Mitte-Nord
Unsere Liebe Frau, St. Christophorus, Herz Jesu (Mannhof), Heiligste Dreifaltigkeit
- Im Landkreis Fürth

Pfarreienverbund Cadolzburg - Langenzenn - Wilhermsdorf
SSB Oberasbach: St. Johannes
SSB Zirndorf: St. Josef
Seit dem 1. September 2019 besteht das katholische Dekanat Fürth aus den Seelsorgebereichen Fürth-Stadt und Fürth-Land. Die bisherigen Dekanatsräte wurden aufgelöst.

## Dekane
- Prälat Nikolaus Pieger (St. Heinrich)
- Alfred Bayer (St. Nikolaus)
- Pater Remigius Hümmer (Christkönig)
- Herbert Hautmann (St. Heinrich)
- Alfons Webert (St. Josef der Arbeiter)
- 1999–2005: Karl Wuchterl (St. Christophorus)
- 2005–2011: Georg Dittrich (St. Johannes der Täufer)
- Interim: Werner Kraus (St. Josef der Arbeiter)
- 2011–heute: André Hermany (St. Otto), Stellvertreter ist Norbert Geyer (St. Heinrich)

## Pfarrgemeinden

### Seelsorgebereich Fürth-Stadt
- Christkönig, Schwand
- Herz Jesu, Mannhof und Heiligste Dreifaltigkeit, Stadeln (Pfarrverbund Fürther Norden)
- Hl. Familie, Sack
- St. Christophorus mit der öffentlichen Gemeindebücherei, Ronhof
- St. Heinrich, Südstadt
- St. Marien, Burgfarrnbach
- St. Nikolaus, Dambach
- Unsere Liebe Frau mit Cityseelsorge/Gesprächsladen mittendrin, Innenstadt

### Seelsorgebereich Fürth-Land
- Cadolzburg: St. Otto
- Langenzenn: St. Marien
- Oberasbach: St. Johannes der Täufer
- Veitsbronn: Heilig Geist
- Wilhermsdorf: St. Michael
- Zirndorf: St. Josef der Arbeiter

## Kirchenmusik

### Regionalkantoren
- 2008–heute: Andreas König (St. Heinrich)

### Dekanatskirchenmusiker
- 2013–heute: Dieter Neuhof (Unsere Liebe Frau)

## Kindertagesstätten

### Seelsorgebereich Fürth-Stadt
- Kindergarten Christkönig I
- Kindergarten Christkönig II
- Kindertagesstätte Christkönig III
- Kindertagesstätte St. Heinrich
- Montessori-Kindertagesstätte St. Heinrich
- Kindergarten St. Christophorus
- Kindertagesstätte Herz Jesu
- Kindergarten Unsere liebe Frau
- Kindergarten St. Nikolaus
- Kindertagesstätte St. Marien

### Seelsorgebereich Fürth-Land
- Langenzenn: Haus für Kinder St. Marien
- Oberasbach: Kindertagesstätte St. Johannes
- Veitsbronn: Kindertagesstätte Heilig Geist
- Wilhermsdorf: Kindergarten St. Michael
- Zirndorf: Kindergarten Josefsheim und Kindertagesstätte Maria-Goretti-Heim

## Lokalberichterstattung
- Birgit Heidingsfelder: Ein Querdenker an der Spitze des katholischen Dekanats. In: Fürther Nachrichten vom 1. November 2011 - online